# Francia en los Juegos Paralímpicos de Tokio 1964
Francia estuvo representada en los Juegos Paralímpicos de Tokio 1964 por trece deportistas masculinos.

## Medallistas
El equipo paralímpico francés obtuvo las siguientes medallas:
| Nombre                                | Deporte                    | Evento                                                 |
| ------------------------------------- | -------------------------- | ------------------------------------------------------ |
| Oro                                   |                            |                                                        |
| Serge Bec                             | Esgrima en silla de ruedas | Espada individual masculino                            |
| Serge Bec                             | Esgrima en silla de ruedas | Sable individual masculino                             |
| Serge Bec Michel Foucre Aimé Planchon | Esgrima en silla de ruedas | Sable por equipos masculino                            |
| David Ilanoun Roger Schuh             | Tiro con arco              | Ronda St. Nicholas por equipos clase abierta masculino |
| Plata                                 |                            |                                                        |
| Serge Bec Michel Foucre Aimé Planchon | Esgrima en silla de ruedas | Espada por equipos masculino                           |
| Lercerf Musy Seguin                   | Tiro con arco              | Ronda Columbia por equipos clase abierta masculino     |
| Bronce                                |                            |                                                        |
| Biron                                 | Atletismo                  | Eslalon clase abierta masculino                        |
| Equipo                                | Dartchery                  | Dobles clase abierta mixto                             |
| Aimé Planchon                         | Esgrima en silla de ruedas | Sable individual masculino                             |
| Aimé Planchon                         | Natación                   | 50 m braza incompleta clase 3 masculino                |
| David                                 | Tiro con arco              | Ronda St. Nicholas clase abierta masculino             |